# Proctophanes anneae
Proctophanes anneae är en skalbaggsart som beskrevs av Zdzisława Stebnicka och Henry Fuller Howden 1995. Proctophanes anneae ingår i släktet Proctophanes och familjen Aphodiidae. Inga underarter finns listade i Catalogue of Life.